# HD 168443
HD 168443 är en ensam stjärna belägen i den södra delen av stjärnbilden Ormen. Den har en skenbar magnitud av ca 6,92 och kräver åtminstone en handkikare för att kunna observeras. Baserat på parallax enligt Gaia Data Release 2 på ca 25,2 mas, beräknas den befinna sig på ett avstånd på ca 129 ljusår (ca 40 parsek) från solen. Den rör sig närmare solen med en heliocentrisk radialhastighet på ca -49 km/s.

## Egenskaper
HD 168443 är en gul till vit stjärna i huvudserien av spektralklass G5 V. Den har en massa som är ungefär lika med en solmassa, en radie som är ca 1,6 solradier och har ca 2,2 gånger solens utstrålning av energi från dess fotosfär vid en effektiv temperatur av ca 5 000 - 6 000 K.

## Planetsystem
I omlopp kring HD 168443 finns en stor exoplanet som upptäcktes 1999 och en brun dvärg som upptäcktes 2001. Den bruna dvärgen har 30 gånger längre omloppstid kring stjärnan än gasjätteplaneten.
| Planet | Massa              | Halv storaxel (AE) | Siderisk omloppstid (d) | Excentricitet | Inklination | Radie |
| ------ | ------------------ | ------------------ | ----------------------- | ------------- | ----------- | ----- |
| b      | >7,696 ± 0,015 MJ  | 0,29               | 58,116 ± 0,001          | 0,529 ± 0,02  | -           | -     |
| c      | >17,378 ± 0,044 MJ | 2,87               | 1 739,5 ± 3,8           | 0,228 ± 0,005 | -           | -     |